# Indianapolis
Indianapolis – miasto w Stanach Zjednoczonych, stolica i największe miasto stanu Indiana, siedziba hrabstwa Marion, nad rzeką White.

## Demografia
Miasto ma zróżnicowaną strukturę demograficzną. Większość (69,9%) stanowią biali. Za nimi plasują się Afroamerykanie, którzy stanowią ponad 25% ludności miasta. Prawie 4% ludności stanowią Latynosi i 1,5% Indianie. 25,7% ludności stanowią dzieci do 18. roku życia, a 11% ludzie powyżej 65 lat. Średnie zarobki w tym mieście wynoszą około 40 tysięcy dolarów rocznie.

## Historia
Indianapolis zostało założone w 1820 jako stolica stanu Indiana. Miasto z resztą świata łączyła szosa National Road. W 1847 uzyskało prawa miejskie. Miasto zaczęło się dynamicznie rozwijać dopiero po ulokowaniu tutaj fabryk firm Duesenberg, Marmon, Stutz. Później wybudowano drogi łączące Indianapolis z Chicago, Louisville, Cincinnati, Columbus i Saint Louis.

## Gospodarka
Rozwinęły się takie gałęzie przemysłu jak lotniczy, samochodowy, elektrotechniczny, maszynowy, spożywczy i chemiczny. Jest to jeden z głównych w Stanach Zjednoczonych ośrodków handlu bydłem i zbożem.

## Komunikacja
- Port lotniczy Indianapolis

Jest to wielki węzeł komunikacyjny. Z resztą kontynentalnych Stanów Zjednoczonych miasto połączone zostało autostradami numer 65, 69, 70 i 74.

## Sport i rekreacja
W mieście działają znane kluby sportowe, w tym Indiana Pacers, grająca w lidze koszykówki NBA, Indiana Fever, w lidze koszykówki WNBA,  a także Indianapolis Indians, będąca w lidze baseballu amerykańskiego, oraz Indianapolis Colts, drużyna futbolu amerykańskiego. W 1987 odbyły się w Indianapolis halowe mistrzostwa świata w lekkoatletyce.
Miasto rozsławia organizowany już od 1911 roku wyścig Indianapolis 500 odbywający się na torze Indianapolis Motor Speedway. Ścigający się muszą pokonać dystans 500 mi (805 km). Odbywają się tu także wyścigi NASCAR (od 1994 roku) i MotoGP (od 2008 roku). W przeszłości odbywały się tu także wyścigi Formuły 1 (w latach 2000–2007).

## Edukacja
- Indiana University– Purdue University Indianapolis (wspólny kampus Uniwersytetu Indiany oraz Uniwersytetu Purdue).

## Miasta partnerskie
- Kolonia (Niemcy)
- Monza (Włochy)
- Scarborough (Kanada)
- Piran (Słowenia)
- Tajpej (Republika Chińska)
- Toronto (Kanada)